# Alloxylon brachycarpum
Alloxylon brachycarpum är en tvåhjärtbladig växtart som först beskrevs av Hermann Sleumer, och fick sitt nu gällande namn av P.H. Weston & M.D. Crisp. Alloxylon brachycarpum ingår i släktet Alloxylon och familjen Proteaceae. Inga underarter finns listade i Catalogue of Life.